# Game jam
Een game jam is een wedstrijd waarbij deelnemers een computerspel proberen te ontwikkelen. De Nederlandse vertaling van game jam is computerspel ontwikkelingscompetitie, zodoende wordt doorgaans de Engelse term aangehouden. De Engelse term is een samenstelling van de woorden game en jam. Bij een jamsessie wordt muziek geproduceerd met weinig tot geen voorbereiding in een poging om nieuw materiaal te ontwikkelen of gewoon om te oefenen. Op dezelfde manier zijn game jams evenementen waarin computerspelontwikkelaars experimentele ideeën ontwikkelen tot prototype computerspellen.

## Geschiedenis
Eind 2001 werkten computerspelontwikkelaars Chris Hecker en Sean Barrett samen met Doug Church, Jonathan Blow en Casey Muratori aan het ontwikkelen van een gespecialiseerde game-engine die een enorme aantal sprites kon renderen. Hecker en Barret waren namelijk geïnteresseerd in de mogelijkheid van moderne computers om een groot aantal sprites weer te geven. Na het ontwikkelen van de engine, nodigde Hecker en Barrett een kleine groep computerspelontwikkelaars uit voor een ontmoeting in maart 2002. De ontmoeting vond plaats in het kantoor van Hecker in Oakland, Californië, met als doel om innovatieve computerspellen te ontwikkelen met behulp van de nieuw engine. Hecker en Barrett noemden deze bijeenkomst de 0th Indie Game Jam. Het was een evenement voor het ontwerpen en programmeren van games "opgezet om experimenten en innovatie in de game-industrie aan te moedigen". In de loop van vier dagen werden twaalf experimentele computerspellen ontwikkeld.
De volgende maand, april 2002, vond de eerste Ludum Dare competitie plaats. Het idee ervoor was organisch gegroeid vanaf het internetforum met dezelfde naam. Sinds 2006 vond er een professionalisering plaats met de Nordic Game Jam in Kopenhagen. Dit begon als een samenwerking tussen de International Game Developers Association (IGDA), IT-Universiteit van Kopenhagen en lokale computerspel bedrijven.

## Opzet
Meestal heeft een game jam een thema, waaraan de computerspellen moeten voldoen. Het thema wordt meestal aangekondigd kort voordat het evenement begint, om deelnemers te ontmoedigen om vooraf te plannen en om eerder ontwikkeld materiaal te gebruiken. Daarnaast zijn thema's bedoeld om beperkingen op te leggen aan ontwikkelaars, wat creativiteit stimuleert.
Afhankelijk van de regels kunnen deelnemers zelfstandig of in teams werken. De wedstrijdduur varieert meestal van 24 tot 72 uur. Deelnemers zijn over het algemeen programmeurs, gameontwerpers, artiesten en anderen op het gebied van computerspelontwikkeling. Traditioneel zijn game jams alleen gefocust op het ontwikkelen van computerspellen, maar tegenwoordig is het bij sommige competities ook mogelijk om fysieke spellen (zoals bordspellen) op te leveren.

## Bekende competities
Enkele voorbeelden van game jams zijn:
- Brackeys’ Game Jam
- Game Off
- Global Game Jam
- GMTK Game Jam
- Ludum Dare
- Nordic Game Jam
- Weekly Game Jam